# Hohentramm
Hohentramm is een ortsteil van de Duitse gemeente Beetzendorf in de deelstaat Saksen-Anhalt. Tot 1 januari 2009 was Hohentramm een zelfstandige gemeente in de Altmarkkreis Salzwedel.